# Georges Henri Halphen
Georges Henri Halphen (1844-1889) va ser un matemàtic i militar francès.

## Vida i Obra
Halphen va quedar orfe de pare als quatre anys i la seva mare es va traslladar a París on el jove va estudiar al Lyccée de Saint Louis. El 1862 va ingressar a l'École Polytechnique en la que es va graduar el 1866 com sotstinent d'artilleria.
Va participar com oficial de l'exèrcit a la guerra francoprussiana, distingint-se en la batalla de Pont-Noyelles, motiu pel qual se li va concedir la Legió d'Honor.
El 1872 es va casar i va ser nomenat professor de l'École Polytechnique. El 1878 es va doctorar en matemàtiques a la Facultat de Ciències, essent els seus examinadors Charles Hermite, Jean Claude Bouquet i Gaston Darboux.
El 1880 va rebre el gran premi de l'Acadèmia de Ciències pel seu treball Mémoire sur la Reduction des Equations Différentielles Linéaires aux Formes Intégrales. El 1882, juntament amb Max Noether va rebre el premi Steiner de l'Acadèmia Prussiana de les Ciències pel seu treball sobre classificació de les corbes algebraiques.
La última obra de Halphen va ser un monumental tractat sobre funcions el·líptiques en tres volums (1886, 1888 i 1891), encara que el tercer va quedar incomplet per la seva mort prematura el 1889. Les seves obres completes van ser editades per Camille Jordan, Henri Poincaré i Émile Picard en quatre volums publicats els anys 1916, 1918, 1921 i 1924.
Les aportacions més originals de Halphen són en geometria enumerativa de les còniques,, punts singulars de corbes algebraiques planes, i teoria dels invariants diferencials. També té algunes aportacions singulars en mecànica analítica.
Halphen va tenir quatre fills i quatre filles: dels quatre fills, tres van se militars i dos van morir a la Primera Guerra Mundial. Un net seu, Étienne Halphen (1911-1954) va fer importants treballs en estadística.